# Guille Pachelo
Guille Pachelo (Morón, 2 de julio de 1986) es un artista contemporáneo, muralista y pintor argentino. Utiliza las calles de Buenos Aires como plataforma de exposición, donde realiza murales.
Su obra cuenta con características del arte pop tomando valores culturales de Argentina como eje para la realización. Según reconoció en una entrevista, desde la sensibilidad y el optimismo, utilizando colores llamativos y trazos simples, sus obras buscan que el espectador haga una pausa en su vida cotidiana. El gobierno de Buenos Aires y la empresa de cerveza Sol han auspiciado su arte, aunque Pachelo declaró no estar alineado políticamente con ninguna tendencia.

## Biografía
Nació en la localidad de Morón, en la Provincia de Buenos Aires. Su primer acercamiento con el arte fue a través de la fotografía a los 16 años, a los 18 años comenzó a realizar piezas de arte digital con Photoshop, a los 20 empleó técnicas de arte analógico como la pintura, la serigrafía y diversas técnicas de estampado. Participó de numerosas muestras colectivas en centros culturales de la provincia de Buenos Aires. En el 2013 dejó de exponer en galerías de arte y se unió a la corriente «hazlo tú mismo» (Do It Yourself).
Entre sus principales influencias se encuentran los artistas pop de la década de 1980, el impresionismo y el arte urbano actual de ciudades como San Pablo, Londres y Berlín. Estudió Publicidad en la Universidad de Morón entre los años 2007 y 2013, aunque nunca ejerció la profesión. Su obra está inspirada en el contexto en el que vive y se desarrolla.
Pachelo es parte del grupo de artistas BA Paste up, un grupo que utiliza la técnica paste up (pegatina en español) para realizar murales de gran escala, integrado por Rusty Deimos, Gerdy Harapos, Boxi Trixi, Guille Pachelo y Movimiento Pretushaus.

## Obras
Algunas de sus series de obras son «Hacer algo con dos pesos», «Mensajes» y «Si vas a decir algo que valga la pena».
La primera de ellas es una serie realizada por Pachelo y varios artistas a partir de la intervención de billetes de dos pesos, que ya habían dejado de estar en circulación. La producción comenzó en agosto de 2013 hasta febrero de 2014. Pachelo organizó una muestra; las obras fueron exhibidas desde el 14 de febrero  hasta el 18 de marzo de 2014 en The Y House, Galería Patio del Liceo en el barrio de Palermo, Buenos Aires. Las técnicas utilizadas fueron pintura acrílica y collage manual y las intervenciones implicaron el dibujo de personajes como Batman o Alf.
Por su parte, «Mensajes» es una serie compuesta por afiches de autorretratos del artista, acompañados de frases originales con el fin de resaltar aspectos y valores positivos. Desde febrero de 2016 Pachelo lleva a cabo «Si vas a decir algo que valga la pena», con el fin de visibilizar el lunfardo y «un reflejo [...] del conurbano bonaerense, de la gente que viaja en tren, de la gente del oeste». Se instaló en varias paredes de la Ciudad de Buenos Aires y consiste en una imagen de trazos simples, de un varón con una gorra en la que están escritos mensajes alentadores. La técnica es intencionadamente sencilla, para que sea más accesible al público. La obra transcurrió entre junio y diciembre del 2015. El objetivo de la obra era contrastar con los afiches publicitarios, la propaganda política y el arte urbano basado en el egocentrismo territorial.

## Presentaciones
- La Feria del Libro - Zona Futuro: Participó en las ediciones de los años 2015 y 2016.[16]

- BA Paste Up: Grupo de artistas conformado por Boxi Trixi, Ale Giorgga, Rusti Deimos, Gerdy Harapos y Bicicleta, que intervienen las calles con sus obras en formato de pegatinas de papel de grandes tamaños. Formado en 2015, realizan acciones en diferentes ciudades como Buenos Aires, San Pablo, Bogotá, Los Ángeles, Barcelona y Berlín.[11] Con este grupo, ha realizado intervenciones para el Museo MALBA (Malba Joven), entre otras instituciones.[17]

- Festival “Provincia Emergente”: Participó de la primera edición del festival que se llevó a cabo en La Plata, donde ocurren actividades artísticas interdisciplinarias. El evento es una ampliación del festival local de la Ciudad de Buenos Aires, “Ciudad Emergente”.[18]

- Concurso “Converse”: A través de una votación en línea de la marca de zapatillas Converse, Guille Pachelo fue seleccionado para realizar un mural conceptual urbano.[19]

- Festival “Color BA”: En el año 2016, formó parte de los artistas convocados en formar parte del primer del festival de arte urbano de la ciudad de Buenos Aires, realizado por el gobierno de la Ciudad de Buenos Aires. También participó de la tercera edición del festival en septiembre de 2017[20][21]